# Samusocial-affaire
De Samusocial-affaire is een politiek en financieel schandaal in de Belgische hoofdstad Brussel dat uitbrak op 31 mei 2017. Als gevolg van het schandaal bood Yvan Mayeur, de burgemeester van Brussel, zijn ontslag aan op 8 juni.
Op 12 juni 2017 werden door het parket van Brussel huiszoekingen uitgevoerd in de kantoren van Samusocial en het Openbaar Centrum voor Maatschappelijk Welzijn (OCMW) in Brussel. Samusocial stelt zich burgerlijke partij tegen Pascale Peraïta, voorzitster van het OCMW van Brussel, en Yvan Mayeur, burgemeester.

## De Brusselse Samusocial
De Brussels Samusocial is een vereniging zonder winstoogmerk (VZW) die in 1999 werd opgericht door Alain Hutchinson en Yvan Mayeur (PS), Brusselse politici en mensen uit de privésector. Deze organisatie, lid van Samusocial International, ondersteunt daklozen in de stad door hen noodhulp te bieden.
In 2015 was 98,4 % van de financiële inkomsten van Samusocial in Brussel afkomstig van subsidies van de verschillende overheden, waaronder 10 miljoen euro van de Gemeenschappelijke Gemeenschapscommissie.

## Tijdlijn van de zaak

### Een eerste schandaal in 2013
In 1999 nam Pascale Peraïta de leiding over van het nieuw opgerichte Samusocial, onder meer op initiatief van Yvan Mayeur, toenmalig voorzitter van het OCMW van de Stad Brussel.
In oktober 2013 wees een rapport van de Inspectie van Financiën op ernstige tekortkomingen in de boekhouding van de VZW, een algemeen gebrek aan transparantie in de facturen (ze geven geen details over de diensten) maar ook een reis van 4600 euro voor 30 personen in Alicante, in Spanje. Op dit punt antwoordt de entourage van Yvan Mayeur aan Sudpresse dat het de jaarlijkse "going green to do a debriefing" is, georganiseerd en "aangenomen" door de voorzitter van Samusocial Yvan Mayeur, ook een al lang bevriende vriend van Pascale Peraïta.
De Inspectie stelt ook vast dat de wet op de overheidsopdrachten niet wordt nageleefd en met name de toekenning, exclusief salaris, van bonussen van 33.000 euro over een jaar aan Pascale Peraïta voor "gespreide uren". De controverse blijft uiteindelijk hangen over het salaris van de directeur: 192.705 euro bruto per jaar. Vijftien dagen
later vernemen we dat ze een huisvesting inneemt op het OCMW in Brussel. De huurprijs: circa 1.190 euro, kosten en parkeren inbegrepen. "Een gangbare praktijk", had Yvan Mayeur toen verdedigd. "Dit is geen sociale huurwoning. Het OCMW is eigenaar van gebouwen verspreid over de stad, die tegen marktconforme prijzen worden verhuurd. Ze zijn voor iedereen toegankelijk. Er zijn enkel voorrangsregels voor Brusselaars die in stadsinstellingen werken (...) Maar het is geen sociale uitkering", legde hij uit aan Le Soir.
Pascale Peraïta, directrice van Samusocial, wordt voorgesteld om voorzitter te worden van het OCMW van de Stad Brussel (en volgt daarmee Yvan Mayeur op), en haar salaris wordt in de pers gepubliceerd : ze geeft zichzelf bijna 200.000 euro bruto per jaar om Samusocial te runnen. We vernemen ook dat ze in een appartement woont in een gebouw van het OCMW van de Stad Brussel, toen voorgezeten door Yvan Mayeur. Pascale Peraïta woont daar en deelt op dit moment het leven van Stefan Verschuere. Het gebouw is de oude zeepfabriek Heymans, Anderlechtstraat, op een boogscheut van het hoofdkantoor van Samusocial. En tussen de privéwoning en de werkplek zijn de banden zwak.
Vóór de controverse over de vergoedingen werd Pascale Peraïta, "emeritus cumularde, al in 2013 op de vingers getikt omdat ze onderdak had gekregen van het OCMW".
In december 2013 wordt ze niettemin voorzitter van het OCMW en verlaat ze de directie van Samusocial na de controverse over haar salaris en haar huisvesting. Ze blijft echter zetelen in de raad van bestuur van de VZW (in dezelfde hoedanigheid als andere voorzitters van het OCMW in Brussel).
Pascale Peraita aan het hoofd van het OCMW van Brussel wordt niet unaniem goedgekeurd, maar voor Yvan Mayeur, burgemeester van Brussel, dwingt haar kennis van het veld haar tot het voorzitterschap van het OCMW.
Ze is meervoudig bestuurder en heeft twaalf bezoldigde mandaten in 2014, zeven in 2015, waaronder bij de IRIS-ziekenhuizen en bij het Ziekenhuis Sint-Pieter.

### Openbaringen
In april 2017 verneemt de Ecolo-adjunct Alain Maron dat Pascale Peraïta administrateur-afgevaardigde is geworden van Samusocial, een verantwoordelijke functie die wordt betaald door presentiegelden, terwijl de non-profitorganisatie al twee mededirecteuren en een financieel directeur heeft.
Op 31 mei 2017, roept de Brusselse gedeputeerde Alain Maron (Ecolo) de ministers Céline Fremault (cdH) en Pascal Smet (sp.a) in de Commissie sociale zaken op over het gebrek aan transparantie over de bezoldiging van de leden van de raad van bestuur van de vereniging zonder winstoogmerk (vzw). Volgens Alain Maron zit iemand als Pascale Peraïta (PS) op de CA van Samusocial als voorzitster van het OCMW Brussel en zou ze dus geen vergoeding moeten ontvangen van Samusocial.
De volgende dag legden Samusocial-functionarissen onder druk van de media de presentiegelden uit die waren toegewezen aan bestuurs- en kantoorleden. Zo werd in 2016 bijna 60 000 euro besteed aan de bezoldiging van bestuurders.
Op 2 juni kondigde Pascale Peraïta in een persbericht aan dat ze het kantoor van Samusocial zou verlaten. Volgens haar worden de bewindvoerders vergoed uit eigen middelen of via particuliere giften. Deze vergoedingen zouden niet buitensporig zijn in verhouding tot het verrichte werk.
Tijdens de gemeenteraad van 6 juni bevestigt Peraïta echter dat deze emolumenten bestaan uit " permanente donaties » en dat de leden van het bureau niet stelselmatig notulen van vergaderingen maakten. De volgende dag onthult de pers dat de advocaat van Samusocial, het advocatenkantoor van Marc Uyttendaele, een brief naar de Brusselse regering heeft gestuurd, waarin staat dat deze niet het recht heeft om de presentiegelden van een privaatrechtelijke vzw te onderzoeken. Deze laatste onthullingen zetten het Brusselse parlement ertoe aan een parlementaire onderzoekscommissie in het leven te roepen die al was aangevraagd door de oppositiepartijen Ecolo en Groen.

### Ontslag van de burgemeester van Brussel
Op 8 juni roept de burgemeester van Brussel, Yvan Mayeur, de leden van de gemeentelijke meerderheid (PS - MR - sp.a - Open VLD) op om hen op de hoogte te stellen van zijn ontslag. Diezelfde dag nam Pascale Peraïta ontslag als voorzitter van het OCMW van Brussel.
Na de aankondiging van het vertrek van Yvan Mayeur ontstaan er sterke spanningen over de rolverdeling binnen het college van burgemeester en schepenen. De Vlaamse socialisten van de sp.a verlaten uiteindelijk de meerderheid. Tot slot wordt schepen van Financiën en Toerisme Philippe Close (PS) opgeroepen om Yvan Mayeur op te volgen tijdens de gemeenteraad van 26 juni.

### Oprichting van een parlementaire onderzoekscommissie
Krachtens de verordening van 16 juin 2017 inzake parlementaire onderzoeken, stelt de Paritaire Vergadering van de Gemeenschappelijke Gemeenschapscommissie in staat een parlementaire onderzoekscommissie in te stellen voor de Samusociale affaire.
De parlementaire onderzoekscommissie is ingesteld op 20 juni, onder voorzitterschap van de Nederlandstalige liberaal Stefan Cornelis. De vertegenwoordigers van de CD&V, de N-VA, de PTB en het Vlaams Belang zijn lid met raadgevende stem
| Groep         | afgevaardigden               | plaatsvervangers         |
| ------------- | ---------------------------- | ------------------------ |
| VLD openen    | Stefan Cornelis (voorzitter) | Carla Dejonghe           |
| PS            | Ridouane Chahid              | Emin Ozkara              |
| PS            | Caroline Desire              | Emin Ozkara              |
| PS            | Nadia El Yousfi              | Emin Ozkara              |
| PS            | Véronique Jamoulle           | Emin Ozkara              |
| PS            | Simone Susskind              | Emin Ozkara              |
| DHR           | Olivier de Clippele          | Francoise Bertieaux      |
| DHR           | Vincent De Wolf              | Francoise Bertieaux      |
| DHR           | Viviane Teitelbaum           | Francoise Bertieaux      |
| Uitdaging     | Emmanuel DeBock              | Marc Loewenstein         |
| Uitdaging     | Michael Colson               | Marc Loewenstein         |
| cdH           | Benoit Cerexhe               | André du Bus de Warnaffe |
| Eco           | Alain Maron                  | Zoë Genot                |
| Groente       | Arnaud Verstraete            | Annemie Maes             |
| spa           | Hannelore Goeman             | Jef Van Damme            |
| CD&V          | Paul Delva                   |                          |
| N-VA          | Liesbet Dhaene               | Cieltje Van Achter       |
| PTB           | Mathilde El Bakri            | Michael Verbauwhede      |
| Vlaams Belang | Dominiek Lootens             |                          |

### Pesten
In een e-mail verzonden op 25 mei vraagt Michel Degueldre, voorzitter van de raad van bestuur van Samusocial, verschillende van zijn medewerkers om " diepgaand onderzoek naar het leven, de studies, gewoonten, overtuigingen, vrienden, families van de twee journalistieke sterren van het tijdschrift Le Vif en RTBF en van de gedeputeerde Ecolo uit te voeren» en meent dat « het tijdperk van de "good guys" voorbij is ».
Michel Degueldre bevestigde deze mail later tegen de parlementaire onderzoekscommissie, maar betreurde zijn aanpak, volgens hem "uit een vlaag van woede"..

## Reacties van de politieke klasse en het maatschappelijk middenveld
In de plenaire vergadering van de Kamer op 8 juni spraken vertegenwoordigers van acht partijen achtereenvolgens hun verontwaardiging uit over deze praktijken, waarvan de meesten frontaal de Socialistische Partij aanvielen in hun interventie. Van zijn kant kondigt premier Charles Michel een onderzoek aan door de Inspectie van Financiën naar het gebruik van subsidies die door de federale overheid aan Samusocial zijn toegekend :
Na de aangelegenheden van Publifin en Samusocial brak Benoît Lutgen, voorzitter van het Centre Démocrate Humaniste (cdH), op 19 juni regionale en gemeenschapscoalities tussen het Humanistisch Democratisch Centrum en de Socialistische Partij.

## Ontslag wegens grove schuld, zonder schadevergoeding
Op 19 oktober 2017 heeft de raad van bestuur van Samusocial besloten om Pascale Peraïta te ontslaan wegens ernstig wangedrag, zonder compensatie, op grond van misbruik van bedrijfsmiddelen.
Op 20 maart 2018 eiste Pascale Peraïta een ontslagvergoeding van 280.000 euro wegens "onterecht ontslag".
Op 21 februari 2018 hekelde de onderzoekscommissie in haar rapport met name het onvolledige beheer van de VZW, dat niet in verhouding staat tot de omvang van dit huisvestings- en hulpverleningsinstrument voor daklozen, en een logica van belangenconflicten in het hoofd van zijn spil, Yvan Mayeur en Pascale Peraïta, die verantwoordelijkheden hebben in de stad. Een van de dertig aanbevelingen is de terugbetaling van de zitpenningen ontvangen door de 12 bestuurders. Er moet dus in totaal 346.300 euro vergoed worden, waarvan 113.000 euro door Pascale Peraïta en 112.000 euro door Yvan Mayeur.

## Poverello-zaak
Op 8 december 2021 zorgde een soortgelijke zaak voor opschudding. Journalisten (RTBF, Knack en Le Vif) tonen aan dat de VZW Poverello, die daklozen helpt, een liquide reserve heeft van 14 miljoen euro, en een vastgoedimperium (van meer dan 50 miljoen euro), maar dat deze opgebouwde miljoenen euro's slechts zeer zelden worden gebruikt om de armen echt te helpen. Na 6 maanden hard werken, brengen ze verborgen realiteiten aan het licht : belangenconflicten, economische uitbuiting en misbruik van bedrijfsmiddelen.

## Situatie in 2022
In mei 2022, vijf jaar na het schandaal, vraagt de RTBF wat de precieze situatie bij Samusocial nu precies is. en wat de huidige juridische procedures en schadevergoedingen zijn. Het dossier is momenteel in handen van het parket van Brussel, dat al dan niet een verwijzing naar de strafrechter moet vragen.